# Jerzy Szmajdziński
Jerzy Andrzej Szmajdziński, né le 9 avril 1952 à Wrocław et mort le 10 avril 2010 à Smolensk, est un homme politique polonais membre de l'Alliance de la gauche démocratique (SLD).

## Biographie

### Un jeune cadre du régime communiste
Étudiant en électronique à Wrocław entre 1966 et 1971, il adhère au Parti ouvrier unifié polonais (PZPR) en 1973. Il sort deux ans plus tard diplômé de l'université d'économie de Wrocław. Il est élu président de l'Union de la jeunesse socialiste polonaise (ZSMP) en 1984, député à la Diète en 1985 et membre du comité central du PZPR en 1986.
Il intègre en 1988 le comité national olympique (PKO) et devient en 1989 le directeur du département de l'Organisation du comité central du parti.

### Une figure du Parlement
Il perd l'ensemble de ses fonctions à la chute du régime communiste et rejoint la Social-démocratie de la République de Pologne (SDRP), issue du PZPR. Candidat aux élections législatives de 1991, il est réélu député à la Diète. À la suite des élections de 1993, il est porté à la présidence de la commission de la Défense nationale.
Avec la victoire de la droite aux élections de 1997, la SDRP retourne dans l'opposition. Il en prend la présidence du groupe parlementaire, puis devient vice-président du parti sous la direction de Leszek Miller.

### Un social-démocrate de première importance
En 1999, il rejoint l'Alliance de la gauche démocratique, dont il devient aussitôt vice-président. Le 19 octobre 2001, à la suite de la victoire de la SLD aux élections législatives au cours desquelles il est réélu député, dans la circonscription de Legnica, il est nommé ministre de la Défense nationale dans le gouvernement mené par Miller. Ce dernier est remplacé par Marek Belka le 2 mai 2004, sans que la position de Jerzy Szmajdziński ne soit affectée.
Après l'élection du jeune Wojciech Olejniczak à la direction du parti, il n'est pas reconduit dans ses responsabilités de vice-président. Aux élections de 2005, qui voient un effondrement de la SLD, il est réélu pour un nouveau mandat parlementaire. Le 26 octobre 2006, il prend la succession d'Olejniczak à la direction du groupe parlementaire.
Réélu une fois encore en 2007, sous les couleurs de la coalition Gauche et démocrates (LiD), il est choisi par le centre-gauche comme nouveau vice-président de la Diète. Il prend ses fonctions le 4 novembre et renonce donc à présider le groupe parlementaire.
Le 1er juin 2008, il retrouve ses fonctions de vice-président de la SLD, sous l'autorité du nouveau président Grzegorz Napieralski. En 2009, en prévision de l'élection présidentielle, il est investi candidat des sociaux-démocrates.

### Décès dans le crash de Smolensk
Il perd la vie au lendemain de son 58e anniversaire, lors du crash de l'avion présidentiel à Smolensk le 10 avril 2010. Privée de son candidat, la SLD choisit Grzegorz Napieralski pour le remplacer.